# Murzyn

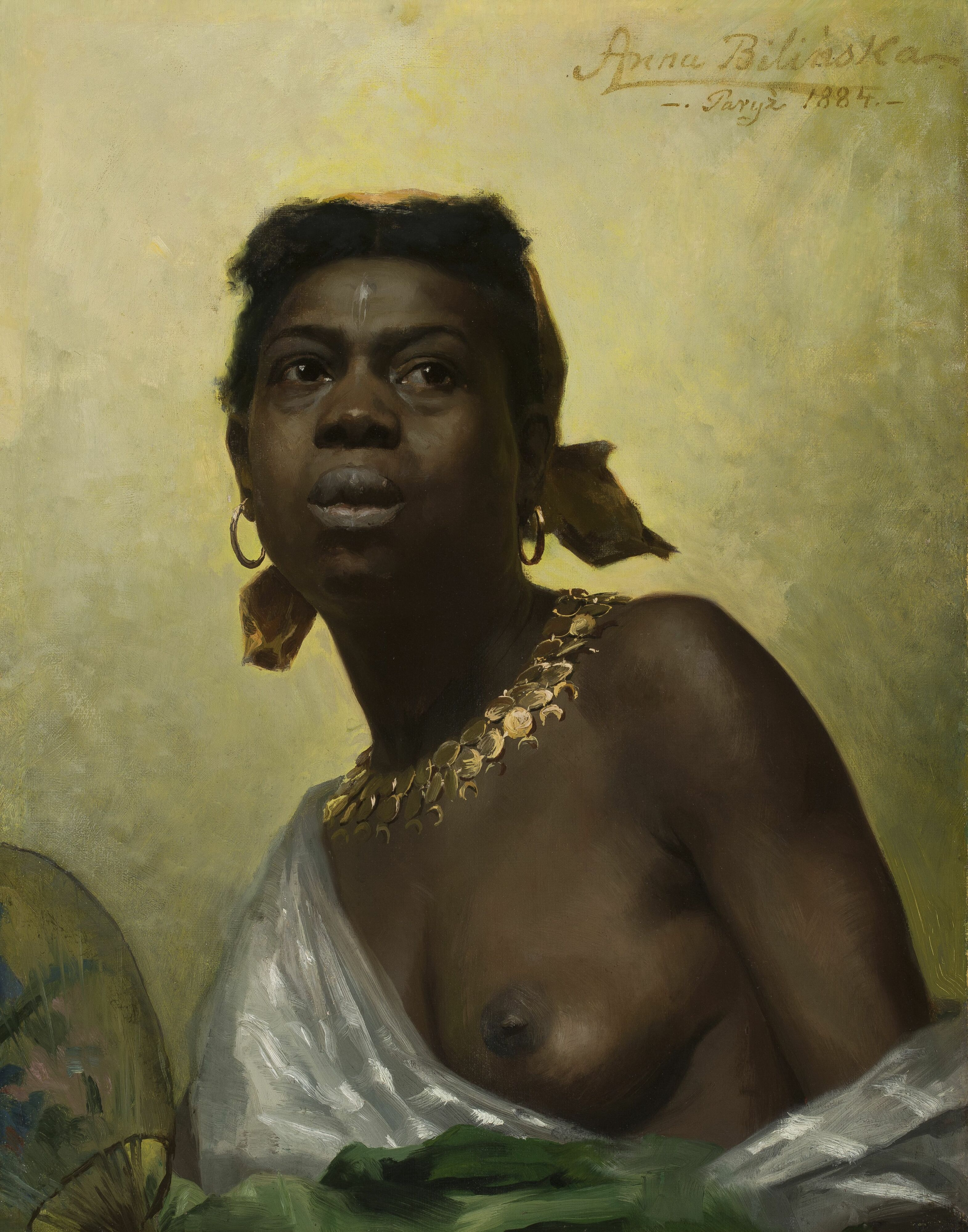
Anna Bilińska-Bohdanowiczowa, Murzynka, 1884

Murzyn – określenie osoby czarnoskórej stosowane w języku polskim od XIV wieku. Określenie kontrowersyjne, pierwotnie mające neutralne znaczenie i pochodzenie, współcześnie jest przez niektórych uznawane za obraźliwe z powodu związanej z nim frazeologii. 
Obecnie obserwuje się proces stopniowej pejoratywizacji tego wyrazu w polszczyźnie. Ze względu na odczucia niektórych osób czarnoskórych współcześnie część językoznawców (w tym Rada Języka Polskiego) nie zaleca używania tego określenia w przestrzeni publicznej.

## Etymologia
Etymologia słowa nie jest jednoznacznie ustalona, może wywodzić się od staropolskiego „murzyć” (czernić coś), z kolei z łac. maurus poprzez dodanie -in.

## Frazeologia
Potocznie, w charakterze przenośni wyraz „murzyn” (zapisywany małą literą) to również określenie osoby ciężko pracującej nie na swoje nazwisko, osoby wykorzystywanej do ciężkiej pracy lub osoby bardzo mocno opalonej (por. wieloznaczność). W tym znaczeniu murzyn funkcjonuje także w utartych związkach frazeologicznych, np.:
- „być sto lat za murzynami”[a],
- „robić za murzyna”,
- „murzyn zrobił swoje, murzyn może odejść”,
- „biały murzyn”,
- „opalić się na murzyna”[11][3][13].

## Kontrowersyjny status

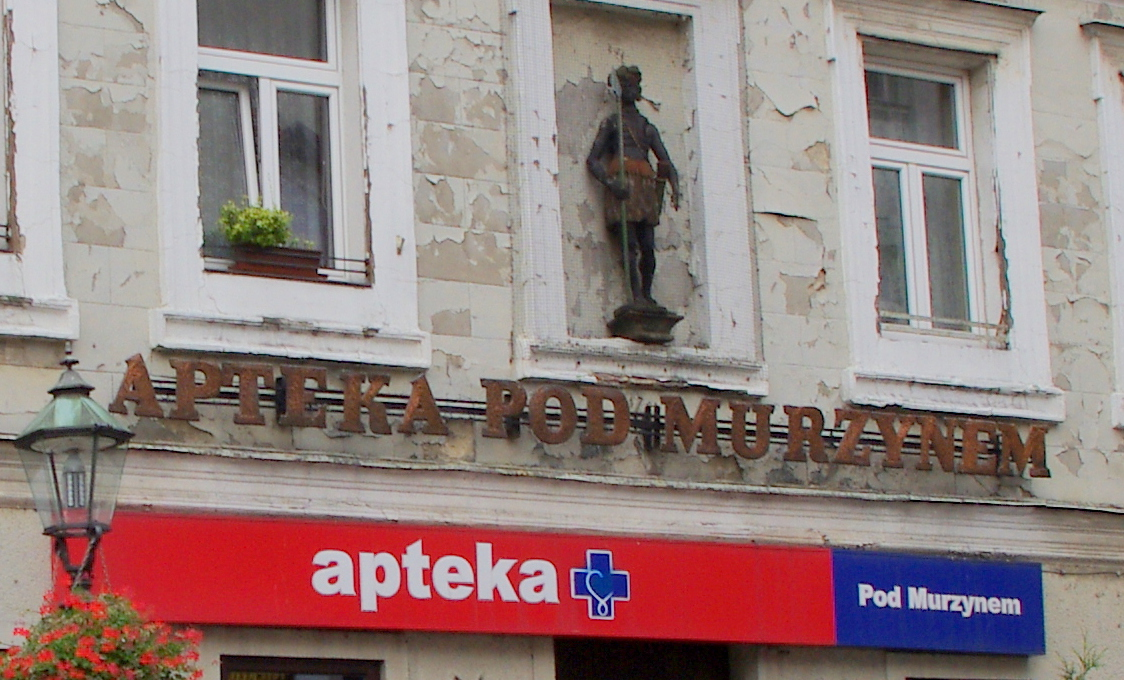
Apteka „Pod Murzynem” zlokalizowana w kamienicy w Pszczynie (2015)

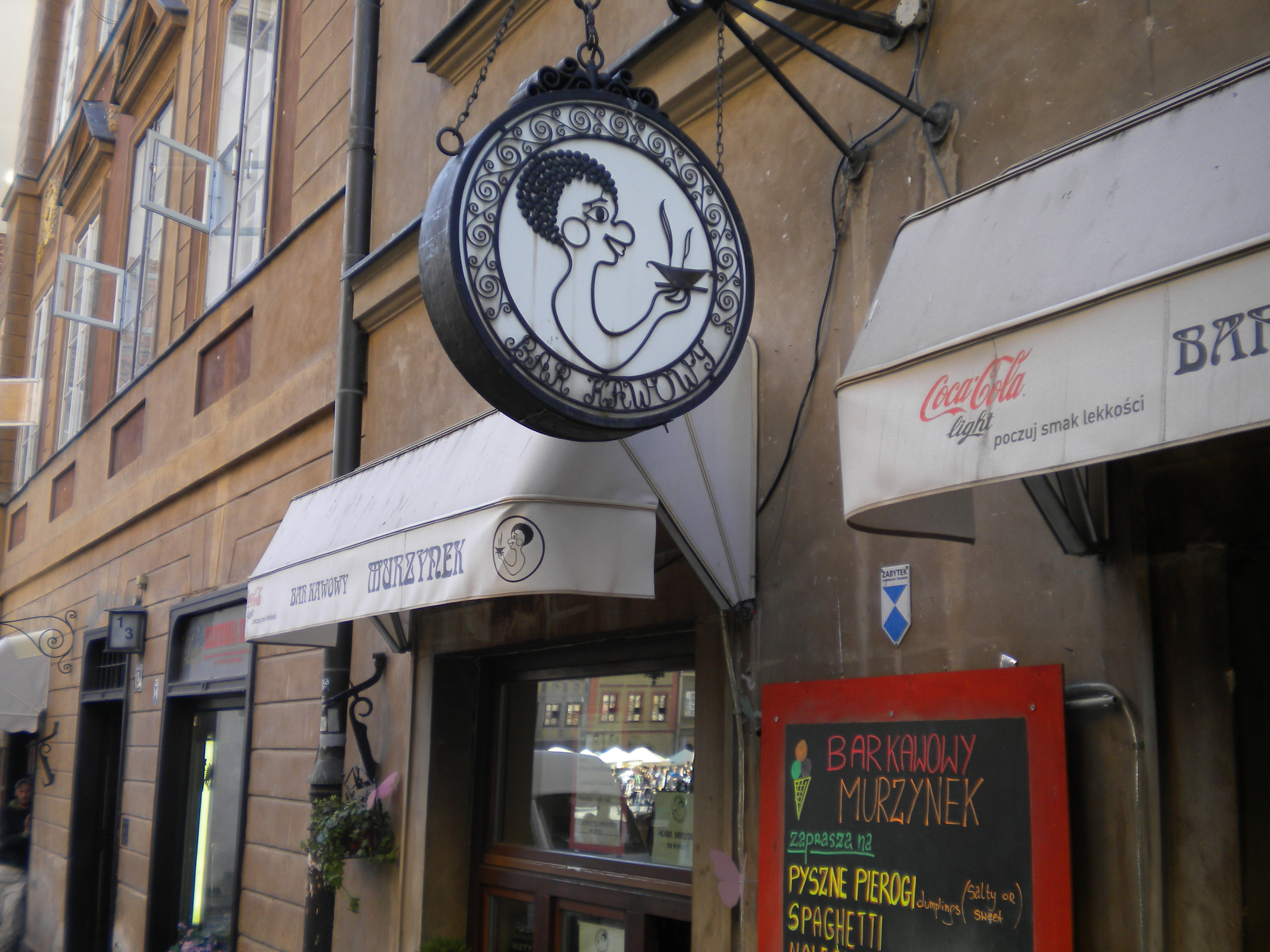
Kawiarnia „Murzynek” w Warszawie (2011)

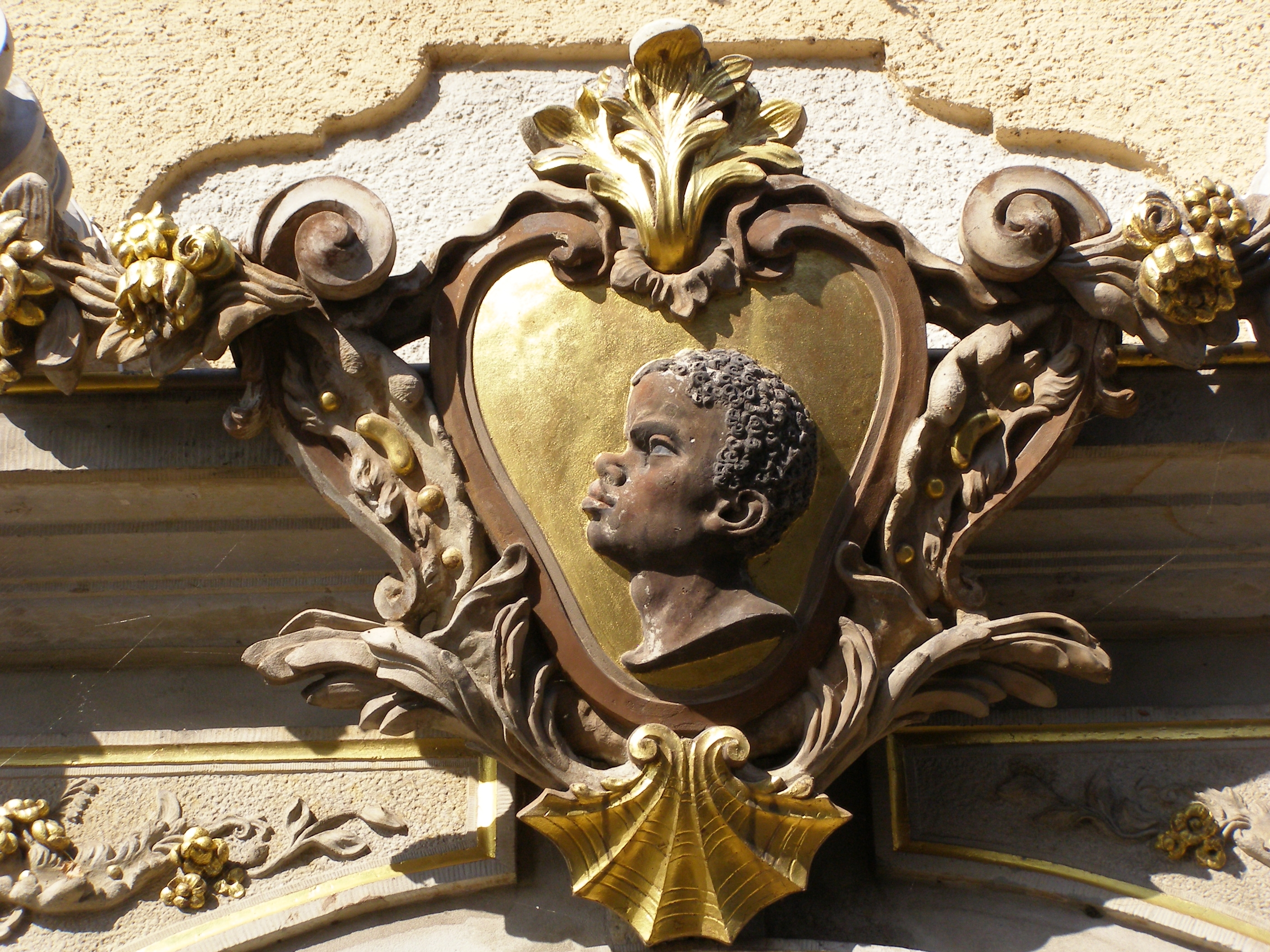
Dom pod Murzynkiem w Gdańsku zawdzięcza swą nazwę dekoracji Murzynek.

Kwestia uznawania określenia „Murzyn” za jednoznacznie neutralne bądź pejoratywne wzbudza kontrowersje wśród użytkowników języka polskiego, a zdania na temat jego charakteru są podzielone. W badaniu CBOS z 2007 r. 19% Polaków stwierdziło, że słowo to jest obraźliwe lub krzywdzące, 12% – że czasem jest, a czasem nie jest, a 68% że nie jest obraźliwe.
Mimo swojego pierwotnie neutralnego pochodzenia i znaczenia, współcześnie określenie to jest niekiedy uważane za pejoratywne przez część użytkowników języka, w tym niektórych czarnoskórych, m.in. ze względu na związaną z nim frazeologię.
Jednocześnie argumentem za neutralnością wyrazu jest możliwość jego łączenia z wyrazami oznaczającymi cechy pozytywne, np. „piękna Murzynka”, „przystojny Murzyn”, w odróżnieniu od określeń o wydźwięku pejoratywnym, w przypadku których takie połączenia budziłyby przeciwstawne odczucia, np. „miły czarnuch”. Opinię o neutralności tego słowa podzielają m.in. dwaj językoznawcy: profesorowie Jerzy Bralczyk i Jan Miodek.

### Status w słownikach
Starsze słowniki często nie zawierają informacji o negatywnych skojarzeniach związanych z tym słowem. Jeszcze w czerwcu 2020 r. Słownik Języka Polskiego PWN uznawał słowo „Murzyn” za neutralne i nie było ono opatrzone żadnymi kwalifikatorami czy notami o użyciu (w przeciwieństwie do słowa „czarnuch”, które oznaczone było jako „pogardliwe”). Aktualnie Słownik Języka Polskiego PWN oznacza ten wyraz jako „obraźliwy”, Wielki Słownik ortograficzny PWN jako „często uważany za obraźliwy”, a Wielki Słownik Języka Polskiego PAN jako „uważany za obraźliwy”.

### Opinia Rady Języka Polskiego
W sierpniu 2020 r. członek Rady Języka Polskiego Marek Łaziński, w odpowiedzi na list dotyczący słowa „Murzyn”, który został nadesłany do organu, wydał opinię, w której stwierdził m.in.:

Odbiór słów „Murzyn” i „Murzynka” (…), niegdyś neutralnych i podstawowych wśród możliwych nazw oznaczających osoby czarnoskóre, dziś niewątpliwie jest obarczony bagażem negatywnych konotacji. (…) Osoby, które używały go w latach osiemdziesiątych czy dziewięćdziesiątych, nie mają w żadnym razie powodu do wyrzutów sumienia. Jednak słowa zmieniają skojarzenia i wydźwięk w toku naturalnych zmian świadomości społecznej. Dziś słowo „Murzyn” jest nie tylko obarczone złymi skojarzeniami, jest już archaiczne. (…)
Słowo „Murzyn” w języku polskim obrosło wyjątkowo silną frazeologią obraźliwą, jak „100 lat za Murzynami”. (…) Czarno- i ciemnoskórzy Polacy (…) oraz mieszkający w Polsce czasowo czarnoskórzy Amerykanie w zdecydowanej większości traktują to słowo jako obraźliwe. (…) Określa [ono] nie narodowość ani pochodzenie geograficzne, tylko kolor skóry, a ta cecha podobnie jak kolor włosów, wzrost, typ figury nie musi być istotna w opisie człowieka. (…)
[Zalecam więc], by słowa „Murzyn” nie używać inaczej niż na prawach historycznego cytatu (…). Ponieważ trudno jest zmienić przyzwyczajenia mówiących, ograniczam swoją rekomendację do komunikacji publicznej: mediów, administracji, szkoły. (…) Osoby przyzwyczajone do języka sprzed lat będą dalej używać słowa „Murzyn” w rozmowach prywatnych w przekonaniu, że słowo to jest neutralne. Taką opinię podziela część językoznawców. Dlatego nie zachęcam do poprawiania wszystkich i w każdej sytuacji.

Opinia spotkała się zarówno z wyrazami poparcia, jak i krytyki, przede wszystkim ze strony środowisk konserwatywnych, które zarzuciły Łazińskiemu zbytnią poprawność polityczną.
W październiku 2020 r. na 55. posiedzeniu plenarnym Rada Języka Polskiego jednogłośnie przyjęła opinię Marka Łazińskiego jako swoje oficjalne stanowisko. Decyzja ta spotkała się z jednej strony negatywnymi komentarzami ze strony konserwatywnych mediów i prawicowych polityków, z drugiej strony z wyrazami zadowolenia.

### W opinii osób publicznych
Władysław Franciszek Jabłonowski, pierwszy polski generał częściowo afrykańskiego pochodzenia nazywany był Murzynkiem. Polacy, którzy osiedlili się na Haiti, pierwotnie zesłani przez Napoleona w celu pacyfikacji powstania, lecz ostatecznie zasymilowani z tamtejszym czarnoskórym ludem, zostali nazwani przez marszałka Jeana-Jacquesa Dessalinesa „honorowymi białymi Murzynami Europy”.
Polski poseł Killion Munyama zapytany, czy uważa słowo „Murzyn” za obraźliwe, odpowiedział twierdząco, dodając, że murzyn kojarzy się ze złymi powiedzeniami typu „sto lat za murzynami” i jest obraźliwym określeniem.
Bianka Nwolisa, która zasłynęła na warszawskiej manifestacji transparentem Stop calling me Murzyn („Przestań nazywać mnie Murzynem”), pojawiła się na okładce Vogue jako „znak nadziei i walki z dyskryminacją”. Pięć Polek zainicjowało akcję #DontCallMeMurzyn, w której stwierdziły, że określenie to „kojarzy się im z upokorzeniem, bólem czy strachem”.
Opinię o neutralności tego słowa podzielają m.in. dwaj językoznawcy: profesorowie Jerzy Bralczyk i Jan Miodek. Pozytwynym przejawem jest tytuł użyty na okładce Przeglądu Sportowego „Murzyn potrafi!” w nawiązaniu do "Polak Potrafi", celebrujący debiut Emmanuela Olisadebe w reprezentacji Polski w piłce nożnej.
Do nazwy „Murzyn” przychylnie odniósł się inny czarnoskóry Polak, dziennikarz Brian Scott, który nazwał siebie „pierwszym Murzynem Rzeczypospolitej”, a także wydał książkę o tym tytule.
Początkowo opinię o neutralności rzeczownika „Murzyn” podzielał też czarnoskóry były poseł na Sejm Rzeczypospolitej Polskiej John Godson, który w 2011 r. stwierdził, że nie widzi nic złego w tym słowie, dodając, że nie obraża się, jeśli słyszy je od osoby, która czuje szacunek do czarnoskórych. Jednak w czerwcu 2020 r. Godson wyraził krytyczny stosunek wobec używania słowa „Murzyn” wobec osób, które sobie tego nie życzą, pisząc na Twitterze: [...] Podobnie jest do słowa Murzyn. Ewoluował. Skoro zainteresowani nie chcą być nazwani murzynami – proszę ich tak nie nazywać.
Opinię RJP z 2020 r. skrytykował między innymi czarnoskóry polski prawicowy aktywista Bawer Aondo-Akaa, który nazwał ją „motywowaną politycznie”, dodając, że w kulturze polskiej: słowo „Murzyn” nie ma obraźliwych konotacji, na przykład tak, jak ma to miejsce w Stanach Zjednoczonych, we Francji czy w Wielkiej Brytanii.